# 氖燃燒過程
氖燃燒過程是大質量恆星（至少8M☉）內進行的核融合反應，因為氖燃燒需要高溫和高密度（大約1.2×109 K和4×109千克/米3） 
在如此的高溫下，光致蛻變成為很重要的作用，有一些氖核會分解，釋放出α粒子：
20Ne + γ → 16O + 4He
這些α粒子可以被回收產生鎂-24
20Ne + 4He → 24Mg + γ
或者，二選一的
20Ne + n → 21Ne + γ
21Ne + 4He → 24Mg + n
此處，在第一階段消耗的中子，在第二階段又再重生了。
碳燃燒过程會將核心所有的碳几乎都耗盡，產生氧/氖/鎂的核心。核心冷卻會造成重力的再壓縮，使密度增加和溫度上昇達到氖燃燒的燃點。
當氖燃燒時，氖會被耗盡使核心只有氧和鎂堆積著。在氖被耗盡的數年之後，核心逐步降温、已趨於平靜，接着重力将再度擠壓核心，使密度和溫度上昇直到氧融合被啟動。